# Västra tjärnet
Västra tjärnet är en sjö i Falkenbergs kommun i Halland och ingår i Ätrans huvudavrinningsområde. Sjöns area är 0,017 kvadratkilometer och den befinner sig 145 meter över havet.